# Korie Homan
Korie Homan, née le 16 juin 1986 à de Wijk, est une joueuse de tennis handisport (paraplégique) néerlandaise. Elle est droitière et sa surface favorite est le dur.
Elle a perdu à 43 reprises en autant de confrontations contre sa compatriote Esther Vergeer. Elle fut cependant plus proche de la battre lors de la finale des Jeux paralympiques de Pékin en 2008, ne s'inclinant que 6-2, 4-6, 7-65. Elle prend sa revanche en remportant l'épreuve du double dames avec Sharon Walvaren.
En 2009, elle réalise le Grand Chelem en double dames en s'imposant dans les quatre tournois les plus importants de la saison avec Esther Vergeer. Après six échecs en finale de tournois majeurs contre celle-ci, elle remporte l'Open d'Australie en 2010 face à Florence Gravellier.

## Palmarès

### Jeux paralympiques
- médaillée d'or en double dames en 2008 avec Sharon Walvaren
- médaillé d'argent en simple en 2008

### Victoires dans les tournois du Grand Chelem
- Open d'Australie :
  - en simple en 2010
  - en double dames en 2009 avec Esther Vergeer
- Roland-Garros :
  - en double dames en 2009 avec Esther Vergeer
- Wimbledon :
  - en double dames en 2009 avec Esther Vergeer
- US Open :
  - en double dames en 2005 et 2009 avec Esther Vergeer